# Uma Visão de Nossa Senhora do Desterro
Uma Visão de Nossa Senhora do Desterro é uma obra do pintor Victor Meirelles criada por volta de 1847.
A pintura retrata a cidade natal do artista, Nossa Senhora do Desterro atual Florianópolis, capital do Estado de Santa Catarina. A visão do pintor é a partir do alto da escadaria da Igreja Nossa Senhora do Rosário e São Benedito (Florianópolis), com vista para o porto e o casario da cidade. A composição artística tem as igrejas Matriz e a Igreja São Francisco (Florianópolis) como limites.
O óleo sobre tela, sem assinatura, pertence ao acervo do Museu Victor Meirelles, Florianópolis, e foi adquirido pela Irmandade Beneficente Nossa Senhora do Rosário e São Benedito.